# Arthur Meulemans
Arthur Meulemans (ur. 19 maja 1884 w Aarschot, zm. 29 czerwca 1966 w Etterbeek) – flamandzki kompozytor, dyrygent i pedagog; uważany za pierwszego reprezentanta flamandzkiego impresjonizmu.

## Życiorys
W latach 1900–1906 studiował w Lemmensinstituut w Mechelen pod kierunkiem Oscara Depuydta (organy), Aloysa Desmeta (harmonia) i Edgara Tinela (kontrapunkt i fuga). Po ukończeniu studiów pozostał w Lemmensinstituut do 1912 jak wykładowca harmonii. W latach 1916–1930 był dyrektorem założonej przez siebie szkoły śpiewu i gry na organach w Hasselt. Następnie wyjechał do Brukseli, gdzie od 1930 był dyrygentem orkiestry symfonicznej brukselskiego radia. W 1942, wobec konfliktów z okupującymi Belgię nazistami, zrezygnował z tej funkcji i poświęcił się pracy kompozytorskiej.
Meulemans za swoją twórczość otrzymał wiele nagród, m.in. Karel Boury-prijs (za pieśni) przyznaną przez Koninklijke Academie voor Nederlandse Taal- en Letterkunde (1913), nagrodę (za symfonię) od Związku Kompozytorów Belgijskich (SABAM) (1947), Noordstar-Boerhave Prijs (1950) i Jef Denijn Prijs (1950) (za Serenata for carillon) . W 1941 został członkiem, a w 1954 prezesem Académie Royale de Belgique w Brukseli. W 1956 założona została w Antwerpii Fundacja Arthura Meulemansa, mająca na celu upowszechnianie jego utworów poprzez publikację partytur i wydawanie płyt .

## Twórczość
Meulemans dość wcześnie odszedł od konserwatywnego niemieckiego romantyzmu preferowanego przez swojego mistrza Edgara Tinela  i większość flamandzkich kompozytorów, zwracając się ku francuskiemu impresjonizmowi. Równocześnie zachował twórczą indywidualność, zwłaszcza w opisowym charakterze niektórych symfonicznych utworów programowych, inspirowanych naturalizmem flamandzkich malarzy renesansu . Ta programowość oparta na flamandzkiej tematyce oraz stosowana (pod wpływem Debussy’ego i Ravela) bogata i wielobarwna orkiestracja czynią z Meulemansa pierwszego flamandzkiego impresjonistę.
Skomponował ponad 100 utworów na orkiestrę, w tym 15 symfonii i około 20 koncertów. Pisał muzykę sceniczną (w tym 3 opery), muzykę religijną (11 mszy, 3 Te Deum, oratoria, kantaty, motety) oraz świeckie utwory chóralne, muzykę kameralną i utwory instrumentalne na fortepian, organy i carillon. Popularność zyskał jego utwór religijny Sanguis Christi (1938), który co 5 lat jest wykonywany podczas Procesji Świętej Krwi w Brugii .

## Wybrane kompozycje
(na podstawie materiałów źródłowych )

### Utwory sceniczne
- Vikings, tragedia liryczna w 3 aktach, libretto E. Buskens, 1919, (wyst. Antwerpia, 1937)
- Adriaen Brouwer, opera w 3 aktach, libretto F. de Witt-Huberts, 1926, (wyst. Antwerpia, 1947)
- Egmont, dramat liryczny w 3 aktach, libretto J. van Rooy, 1944, (wyst. Antwerpia, 1960)
- Sanguis Christi, przedstawienie religijne, 1938, (wyst. Brugia, 1938)

### Utwory orkiestrowe
- 15 symfonii, m.in.:
  - VI Zee-symphony z chórem, 1940
  - X Psalmensymphony z chórem, 1943
  - XII Rembrandtsymphony, 1950
- liczne szkice symfoniczne i suity, m.in.
  - Meteorologisch Instituut, 1951
  - Peter Bruegel Suite, 1952
  - Hertog Jan van Brabant Suite, 1953
- około 20 koncertów, m.in.
  - 2 koncerty wiolonczelowe, 1920, 1944
  - 2 koncerty fortepianowe, 1941, 1956
  - 3 koncerty skrzypcowe, 1942, 1946, 1950
  - Koncert altówkowy, 1942
  - Koncert harfowy, 1953
  -  Koncert na klawesyn lub fortepian, 1958
  - Koncert organowy, 1958

### Utwory kameralne
- Kwintet fortepianowy
- 2 kwintety na instrumenty dęte blaszane
- 5 kwartetów smyczkowych
- 4 tria na instrumenty dęte
- 2 tria smyczkowe
- Trio fortepianowe
- sonaty na skrzypce, altówkę, wiolonczelę, fortepian

### Utwory wokalne i wokalno-instrumentalne
- De Kinkhooren der seizoenen na chór a cappella, 1952
- liczne pieśni solowe, w tym:
  - kantaty
  - motety
- msze
- oratoria, m.in.:
  - Sacrum Mysterium, 1916
  - Kinderen van deze tijd, 1957